# Ефимовы (деревня)
Ефимовы — опустевшая деревня в Слободском районе Кировской области в составе Денисовского сельского поселения.

## География
Находится на расстоянии примерно 32 км на северо-запад от районного центра города Слободской.

## История
Известна с 1802 года как починок Ивана Костина, где учтено 7 мужских душ. В 1873 году учтено здесь  дворов 8 и жителей 48, в 1905 20 и 127, в 1926 23 и 118, в 1950 15 и 39, в 1989  оставалось 5 постоянных жителя. Нынешнее название окончательно утвердилось с 1950 года. 

## Население
Постоянное население не было учтено как в 2002 году, так и в 2010.